# Toprak Razgatlıoğlu
Toprak Razgatlıoğlu (Alanya, Antalya, Turquía, 16 de octubre de 1996) es un piloto de motociclismo turco. Desde 2018 disputa el Campeonato Mundial de Superbikes, resultando campeón en 2021 con Yamaha y en 2024 con BMW Motorrad, también resultó subcampeón en 2022 y 2023. En 2026 competirá en el Campeonato Mundial de Motociclismo en la categoría de MotoGP con el equipo Prima Pramac Yamaha.
Ha sido campeón del Campeonato de Europa de Superstock 600 en 2015 y de las 8 Horas de Suzuka en 2019, y subcampeón del Campeonato de Europa de Superstock 1000 en 2017.

## Biografía
Razgatlıoğlu comenzó a correr en motocicleta a la edad de 5 años. Participó en la Red Bull MotoGP Rookies Cup en las temporadas 2013 y 2014,de la mano de Ricard Chapin terminando décimo y sexto respectivamente. En 2014, en Sachsenring en Alemania, obtuvo su primera victoria a bordo de la KTM RC 250 R. Desde 2013 ha estado utiliando el número 54, como su compatriota y pentacampeón de Supersport Kenan Sofuoğlu.
En 2014 debutó en el Campeonato de Europa de Superstock 600, participando en la carrera final en Magny-Cours, conduciendo una Kawasaki ZX-6R del equipo Bike Service Racing, Razgatlıoğlu ganó la carrera en su debut en la categoría. Gracias a este resultado, fue fichado por el equipo de Puccetti Racing, que en 2015 lo hizo correr en el Campeonato de Europa de Superstock 600 como piloto fijo. En esta temporada Razgatlıoğlu ganó la carrera doble de apertura del campeonato en Aragón, repitiendo resultado en Assen, Imola (en ambos casos, largando desde la pole position) y en Portimão. En Misano fue tercero, mientras que en la siguiente carrera en Jerez no corrió debido a una lesión. En la carrera final en Magny-Cours terminó tercero, estos resultados lo llevaron a ganar el título con 157 puntos, 59 puntos por delante del segundo, el italiano Michael Ruben Rinaldi.
En 2018, Razgatlıoğlu dio el salto al Campeonato Mundial de Superbikes de la mano de su equipo, el Kawasaki Puccetti Racing. En la sexta ronda del campeonato celebrada en Donington Park, Razgatlıoğlu partia en la décima plaza en parrilla en la Carrera 2, tras mantenerse en la misma plaza en la primera vuelta comenzó su remontada. Tras la segunda vuelta ocupaba la séptima plaza y tres giros después ya era quinto, le tomó ocho vueltas adelantar a Lorenzo Savadori quien ocupaba la cuarta plaza, tras cuatro giros cuarto logró superar a Alex Lowes, tercero de la carrera y en la última vuelta supero al campeón reinante, Jonathan Rea para adjudicarse la segunda posición final. Este fue el primer podio mundialista para Razgatlıoğlu y el primero de un piloto turco en el mundial. Ese no fue el único podio de Razgatlıoğlu en la temporada, en la duodécima ronda del campeonato celebrada en el Circuito San Juan Villicum consiguió el tercer puesto en la carrera 1. Razgatlıoğlu terminó su temporada debut en la novena posición en el campeonato, coronandose con el título de novato del año.
Razgatlıoğlu permaneció en el Kawasaki Puccetti Racing para la temporada 2019. En el transcurso de la temporada consiguió ocho podios sin poder lograr la victoria hasta que llegaron a la ronda francesa. En Magny-Cours, Razgatlıoğlu clasificó en la decimosexta plaza teniendo que remontar. Terminó la primera vuelta en la séptima posición y tras la segunda vuelta se colocaba cuarto, mientras luchaba por la segunda posición con Jonathan Rea, cuando a falta de tres vueltas para el final el líder de la carrera Michael van der Mark se cayó convirtiendo la lucha por el segundo puesto por la victoria. Razgatlıoğlu atacó a Rea en el último sector de la vuelta final, impidiendo cualquier tipo de respuesta, obteniendo así la victoria, la primera en el Campeonato Mundial de Superbikes para él y para un piloto turco, además de ser ganador de la carrera nº 800 en la historia del campeonato. Al día siguiente en la carrera superpole, Razgatlıoğlu volvió a remontar hasta la victoria, partió desde la decimosexta plaza nuevamente y para el final de la tercera vuelta ya se ubicaba tercero, en la quinta vuelta supero a Van der Mark situándose en la segunda posición y a cuatro del final supero a Rea quien no pudo evitar la victoria del piloto turco.
El 1 de octubre de 2019 se hizo oficial el fichaje de Razgatlıoğlu con el Pata Yamaha WorldSBK Team para las temporadas 2020 y 2021. Este fichaje fue el resultado del enojo de piloto turco y de su representante Kenan Sofuoğlu por no haber corrido ni un minuto en las 8 Horas de Suzuka.
El 22 de mayo de 2023, el ROKIT BMW Motorrad WorldSBK Team anuncio el fichaje de Razgatlıoğlu para la temporada 2024 del Campeonato Mundial de Superbikes.

## Resultados en el Campeonato del Mundo

### Red Bull MotoGP Rookies Cup
| Temp. | 1        | 2       | 3       | 4        | 5         | 6        | 7       | 8        | 9       | 10        | 11        | 12     | 13       | 14      | Pos. | Pts. |
| ----- | -------- | ------- | ------- | -------- | --------- | -------- | ------- | -------- | ------- | --------- | --------- | ------ | -------- | ------- | ---- | ---- |
| 2013  | AME 1 3  | AME 2 3 | JER 1 6 | JER 2 5  | ASS 1 Ret | ASS 2 15 | SAC 1 6 | SAC 2 12 | BRN 19  | SIL 1 Ret | SIL 2 8   | MIS 12 | ARA 1 10 | ARA 2 4 | 10.º | 99   |
| 2014  | JER 1 11 | JER 2 8 | MUG 5   | ASS 1 12 | ASS 2 10  | SAC 1 1  | SAC 2 3 | BRN 1 16 | BRN 2 9 | SIL 1 9   | SIL 2 Ret | MIS 4  | ARA 1 6  | ARA 2 5 | 6.º  | 123  |

### Campeonato Europeo de Superstock 600

#### Por temporada
| Temp. | Moto           | Equipo                   | Carreras | Victorias | Podios | Poles | V.Ráp. | Pts. | Pos. |
| ----- | -------------- | ------------------------ | -------- | --------- | ------ | ----- | ------ | ---- | ---- |
| 2014  | Kawasaki ZX-6R | Bike Service Racing      | 1        | 1         | 1      | 0     | 0      | 25   | 13.º |
| 2015  | Kawasaki ZX-6R | Kawasaki Puccetti Racing | 7        | 5         | 7      | 2     | 2      | 157  | 1.º  |
| Total |                |                          | 8        | 6         | 8      | 2     | 2      | 182  |      |

#### Carreras por año
(Carreras en negrita indica pole position, carreras en cursiva indica vuelta rápida)
| Año  | Moto     | 1       | 2       | 3     | 4     | 5     | 6     | 7       | 8     | Pos. | Pts. |
| ---- | -------- | ------- | ------- | ----- | ----- | ----- | ----- | ------- | ----- | ---- | ---- |
| 2014 | Kawasaki | ARA     | ASS     | IMO   | MIS   | ALG   | JER   | MAG 1   |       | 13.º | 25   |
| 2015 | Kawasaki | ARA 1 1 | ARA 2 1 | ASS 1 | IMO 1 | ALG 1 | MIS 3 | JER DNS | MAG 3 | 1.º  | 157  |

### Campeonato de Europa de Superstock 1000

#### Por temporada
| Temp. | Moto             | Equipo                   | Carreras | Victorias | Podios | Poles | V.Ráp. | Pts. | Pos. |
| ----- | ---------------- | ------------------------ | -------- | --------- | ------ | ----- | ------ | ---- | ---- |
| 2016  | Kawasaki ZX-10R  | Kawasaki Puccetti Racing | 6        | 0         | 2      | 0     | 1      | 70   | 5.º  |
| 2017  | Kawasaki ZX-10RR | Kawasaki Puccetti Racing | 8        | 3         | 5      | 0     | 1      | 130  | 2.º  |
| Total |                  |                          | 14       | 3         | 7      | 0     | 2      | 200  |      |

#### Carreras por año
(Carreras en negrita indica pole position, carreras en cursiva indica vuelta rápida)
| Año  | Moto     | 1       | 2     | 3     | 4     | 5     | 6       | 7     | 8       | 9     | Pos. | Pts. |
| ---- | -------- | ------- | ----- | ----- | ----- | ----- | ------- | ----- | ------- | ----- | ---- | ---- |
| 2016 | Kawasaki | ARA DNS | ASS   | IMO 5 | DON 6 | MIS 4 | LAU Ret | MAG 2 | JER 3   |       | 5.º  | 70   |
| 2017 | Kawasaki | ARA 4   | ASS 1 | IMO 3 | DON 1 | MIS 6 | LAU Ret | ALG 1 | MAG DNS | JER 3 | 2.º  | 130  |

### 8 Horas de Suzuka
| Año  | Equipo                         | Copilotos                | Moto    | Pos. |
| ---- | ------------------------------ | ------------------------ | ------- | ---- |
| 2019 | Kawasaki Racing Team Suzuka 8H | Jonathan Rea Leon Haslam | ZX-10RR | 1.º  |

### Campeonato Mundial de Superbikes

#### Por temporada
| Temp. | Moto                   | Equipo                           | Carreras | Victorias | Podios | Poles | V.Ráp. | Pts. | Pos. |
| ----- | ---------------------- | -------------------------------- | -------- | --------- | ------ | ----- | ------ | ---- | ---- |
| 2018  | Kawasaki Ninja ZX-10RR | Kawasaki Puccetti Racing         | 24       | 0         | 2      | 0     | 0      | 151  | 9.º  |
| 2019  | Kawasaki Ninja ZX-10RR | Turkish Puccetti Racing          | 37       | 2         | 13     | 0     | 3      | 315  | 5.º  |
| 2020  | Yamaha YZF-R1          | Pata Yamaha WorldSBK Team        | 22       | 3         | 9      | 1     | 1      | 228  | 4.º  |
| 2021  | Yamaha YZF-R1          | Pata Yamaha with BRIXX WorldSBK  | 37       | 13        | 29     | 3     | 9      | 564  | 1.º  |
| 2022  | Yamaha YZF-R1          | Pata Yamaha with BRIXX WorldSBK  | 36       | 14        | 29     | 4     | 13     | 529  | 2.º  |
| 2023  | Yamaha YZF-R1          | Pata Yamaha Prometeon WorldSBK   | 36       | 7         | 33     | 4     | 7      | 553  | 2.º  |
| 2024  | BMW M1000RR            | ROKIT BMW Motorrad WorldSBK Team | 30       | 18        | 27     | 6     | 13     | 527  | 1.º  |
| 2025  | BMW M1000RR            | ROKIT BMW Motorrad WorldSBK Team |          |           |        |       |        | *    | *    |
| Total |                        |                                  | 240      | 66        | 156    | 20    | 56     | 3150 |      |

- * Temporada en curso.

#### Carreras por año
| Año  | Moto     | 1      | 1      | 2      | 2     | 3     | 3     | 4      | 4     | 5      | 5     | 6      | 6     | 7      | 7     | 8       | 8       | 9      | 9      | 10    | 10      | 11    | 11     | 12    | 12    | 13     | 13    | Pos. | Pts. |
| Año  | Moto     | R1     | R2     | R1     | R2    | R1    | R2    | R1     | R2    | R1     | R2    | R1     | R2    | R1     | R2    | R1      | R2      | R1     | R2     | R1    | R2      | R1    | R2     | R1    | R2    | R1     | R2    | Pos. | Pts. |
| ---- | -------- | ------ | ------ | ------ | ----- | ----- | ----- | ------ | ----- | ------ | ----- | ------ | ----- | ------ | ----- | ------- | ------- | ------ | ------ | ----- | ------- | ----- | ------ | ----- | ----- | ------ | ----- | ---- | ---- |
| 2018 | Kawasaki | AUS 13 | AUS 10 | THA 15 | THA 8 | SPA 9 | SPA 9 | NED 10 | NED 9 | ITA 11 | ITA 8 | GBR 21 | GBR 2 | CZE 10 | CZE 9 | USA Ret | USA DNS | ITA 11 | ITA 12 | POR 8 | POR Ret | FRA 8 | FRA 12 | ARG 3 | ARG 7 | QAT 10 | QAT C | 9.º  | 151  |

| Año  | Moto     | 1     | 1      | 1       | 2      | 2       | 2       | 3     | 3      | 3       | 4       | 4     | 4     | 5     | 5     | 5       | 6     | 6       | 6       | 7       | 7     | 7     | 8       | 8       | 8       | 9       | 9     | 9     | 10     | 10    | 10    | 11    | 11    | 11      | 12    | 12    | 12    | 13     | 13      | 13    | Pos. | Pts. |
| Año  | Moto     | R1    | CS     | R2      | R1     | CS      | R2      | R1    | CS     | R2      | R1      | CS    | R2    | R1    | CS    | R2      | R1    | CS      | R2      | R1      | CS    | R2    | R1      | CS      | R2      | R1      | CS    | R2    | R1     | CS    | R2    | R1    | CS    | R2      | R1    | CS    | R2    | R1     | CS      | R2    | Pos. | Pts. |
| ---- | -------- | ----- | ------ | ------- | ------ | ------- | ------- | ----- | ------ | ------- | ------- | ----- | ----- | ----- | ----- | ------- | ----- | ------- | ------- | ------- | ----- | ----- | ------- | ------- | ------- | ------- | ----- | ----- | ------ | ----- | ----- | ----- | ----- | ------- | ----- | ----- | ----- | ------ | ------- | ----- | ---- | ---- |
| 2019 | Kawasaki | AUS 6 | AUS 15 | AUS Ret | THA 10 | THA 9   | THA 9   | SPA 8 | SPA 10 | SPA Ret | NED 9   | NED C | NED 9 | ITA 3 | ITA 7 | ITA C   | SPA 5 | SPA 7   | SPA 3   | ITA Ret | ITA 4 | ITA 2 | GBR 13  | GBR 2   | GBR 2   | USA 3   | USA 4 | USA 3 | POR 6  | POR 4 | POR 3 | FRA 1 | FRA 1 | FRA Ret | ARG 3 | ARG 3 | ARG 3 | QAT 11 | QAT Ret | QAT 5 | 5.º  | 315  |
| 2020 | Yamaha   | AUS 1 | AUS 2  | AUS Ret | SPA 3  | SPA Ret | SPA 3   | POR 2 | POR 2  | POR 8   | SPA 6   | SPA 7 | SPA 8 | SPA 5 | SPA 7 | SPA 7   | SPA 6 | SPA DNS | SPA DNS | FRA 6   | FRA 9 | FRA 9 | POR 1   | POR 1   | POR 3   |         |       |       |        |       |       |       |       |         |       |       |       |        |         |       | 4.º  | 228  |
| 2021 | Yamaha   | SPA 3 | SPA 6  | SPA 6   | POR 2  | POR 2   | POR 3   | ITA 2 | ITA 2  | ITA 1   | GBR 1   | GBR 6 | GBR 1 | NED 3 | NED 3 | NED Ret | CZE 1 | CZE 1   | CZE 2   | SPA 3   | SPA 3 | SPA 1 | FRA 1   | FRA 2   | FRA 1   | SPA Ret | SPA 2 | SPA 2 | SPA 1  | SPA C | SPA 1 | POR 1 | POR 6 | POR Ret | ARG 1 | ARG 1 | ARG 3 | INA 2  | INA C   | INA 4 | 1.º  | 564  |
| 2022 | Yamaha   | SPA 3 | SPA 3  | SPA 3   | NED 3  | NED 2   | NED Ret | POR 2 | POR 2  | POR 3   | ITA Ret | ITA 1 | ITA 2 | GBR 1 | GBR 1 | GBR 1   | CZE 2 | CZE 1   | CZE 1   | FRA 11  | FRA 1 | FRA 1 | SPA 5   | SPA 4   | SPA 3   | POR 1   | POR 1 | POR 2 | ARG 15 | ARG 1 | ARG 2 | INA 1 | INA 1 | INA 1   | AUS 2 | AUS 2 | AUS 4 |        |         |       | 2.º  | 529  |
| 2023 | Yamaha   | AUS 3 | AUS 3  | AUS Ret | INA 2  | INA 1   | INA 2   | NED 3 | NED 3  | NED 2   | BAR 2   | BAR 2 | BAR 2 | MIS 3 | MIS 2 | MIS 2   | GBR 2 | GBR 1   | GBR 2   | ITA 2   | ITA 1 | ITA 1 | CZE 2   | CZE 1   | CZE Ret | FRA 1   | FRA 1 | FRA 2 | ARA 2  | ARA 3 | ARA 2 | POR 2 | POR 2 | POR 2   | SPA 2 | SPA 3 | SPA 2 |        |         |       | 2.º  | 553  |
| 2024 | BMW      | AUS 5 | AUS 3  | AUS Ret | BAR 1  | BAR 1   | BAR 3   | NED 2 | NED 9  | NED 1   | MIS 1   | MIS 1 | MIS 1 | GBR 1 | GBR 1 | GBR 1   | CZE 1 | CZE 1   | CZE 1   | POR 1   | POR 1 | POR 1 | FRA DNS | FRA DNS | FRA DNS | ITA     | ITA   | ITA   | ARA 2  | ARA 2 | ARA 2 | EST 1 | EST 2 | EST 1   | SPA 2 | SPA 2 | SPA 1 |        |         |       | 1.º  | 527  |
| 2025 | BMW      | AUS 2 | AUS 13 | AUS Ret | POR 1  | POR 1   | POR 1   | NED 4 | NED 1  | NED 8   | ITA 2   | ITA 2 | ITA 2 | CZE 1 | CZE 1 | CZE 2   | MIS 1 | MIS 1   | MIS 1   | GBR 1   | GBR 1 | GBR 1 | HUN 1   | HUN 1   | HUN 1   | FRA     | FRA   | FRA   | ARA    | ARA   | ARA   | EST   | EST   | EST     | SPA   | SPA   | SPA   |        |         |       | 1.º  | 407  |

| Color     | Resultado                                                               |
| --------- | ----------------------------------------------------------------------- |
| Oro       | Ganador                                                                 |
| Plata     | 2.ª plaza                                                               |
| Bronce    | 3.ª plaza                                                               |
| Verde     | Finalizó en los puntos                                                  |
| Azul      | Finalizó sin puntos                                                     |
| Azul      | NC - No clasificado                                                     |
| Violeta   | Ret - No terminó (Carrera)                                              |
| Rojo      | DNQ - No se clasificó                                                   |
| Negro     | DSQ - Descalificado                                                     |
| Blanco    | DNS - No empezó (carrera)                                               |
| Blanco    | WD - Retirado (fin de semana)                                           |
| Blanco    | C - Carrera cancelada                                                   |
| Sin color | DNP - Inscrito pero no participó                                        |
| Sin color | INJ - Lesionado                                                         |
| Sin color | EX - Excluido                                                           |
| Estado    | Resultado                                                               |
| Negrita   | Pole position                                                           |
| Cursiva   | Vuelta rápida                                                           |
| x         | Posición en carrera sprint                                              |
| †         | Abandona, pero clasifica al completar el porcentaje requerido para ello |

## Títulos
| Predecesor: Marco Faccani   | Campeón Europeo de Superstock 600 2015 | Sucesor: -               |
| Predecesor: Jonathan Rea    | Campeón Mundial de Superbikes 2021     | Sucesor: Álvaro Bautista |
| Predecesor: Álvaro Bautista | Campeón Mundial de Superbikes 2024     | Sucesor: Campeón vigente |